# Sultansazlığı-Nationalpark
Koordinaten: 38° 20′ 1″ N, 35° 15′ 58″ O
Der Sultansazlığı-Nationalpark (türkisch Sultansazlığı Millî Parkı) ist ein Naturschutzgebiet mit großem und seltenem Vogelbestand in der Türkei. 

## Lage und Beschaffenheit
Der Nationalpark liegt 70 km südwestlich von Kayseri auf dem Gebiet der Landkreise Develi, Yahyalı und Yeşilhisar. Er hat eine Fläche von 24.523 Hektar, wobei der Sumpfbereich je nach Jahreszeit von 8000 bis 13.000 Hektar variiert. Das Gebiet wird weitgehend von Schilf und anderen Pflanzen bedeckt. Der salzwasserhaltige Yay-See, welcher bei einer durchschnittlichen Wassertiefe von 1,50 Meter etwa 3650 Hektar groß ist, enthält die zwei Inseln Kızılcıkmadenotu und Bozot und beherbergt rote Krebstiere, die die Nahrung für die Kolonien des Rosaflamingos darstellen.

## Geschichte
Im Jahre 1971 wurde das Gebiet unter Schutz gestellt. 1988 wurde es zum Naturschutzgebiet erklärt und 1994 schließlich als eines der ersten fünf türkischen Schutzgebiete innerhalb der Ramsar-Konvention ausgezeichnet. 2006 erklärte man das Gebiet zum Nationalpark.

## Vogelarten
Laut einer Studie von Nilgül Karadeniz, die von der spanischen multidisziplinären Forschungsgruppe der Universität Valencia SEHUMED (Sede para el Estudio de los Humedales Mediterráneos, etwa: Sitz für das Studium der mediterranen Feuchtgebiete) herausgegeben wurde, brüten in einem nördlich gelegenen Süßwassergebiet viele Arten von Wasservögeln. Gezählt wurden unter anderem:
- Zwergscharbe (200 Paare), Rallenreiher (70 Paare), Sichler (75 Paare),
- Löffler (10 Paare), Schnatterente (20 Paare), Marmelente (5 Paare),
- Kolbenente (400 Paare), Kraniche (20 Paare), Säbelschnäbler (15 Paare),
- Weißbart-Seeschwalbe (400 Paare), Brandgans (im Sommer 2283), Haubentaucher,
- Zwergdommel, Graugans (15 Paare), Krickente,
- Blässhuhn, Stelzenläufer (200 Paare), Lachmöwe (90 Paare) und
- Flussseeschwalbe (30 Paare)